# Cordilheira Bismarck

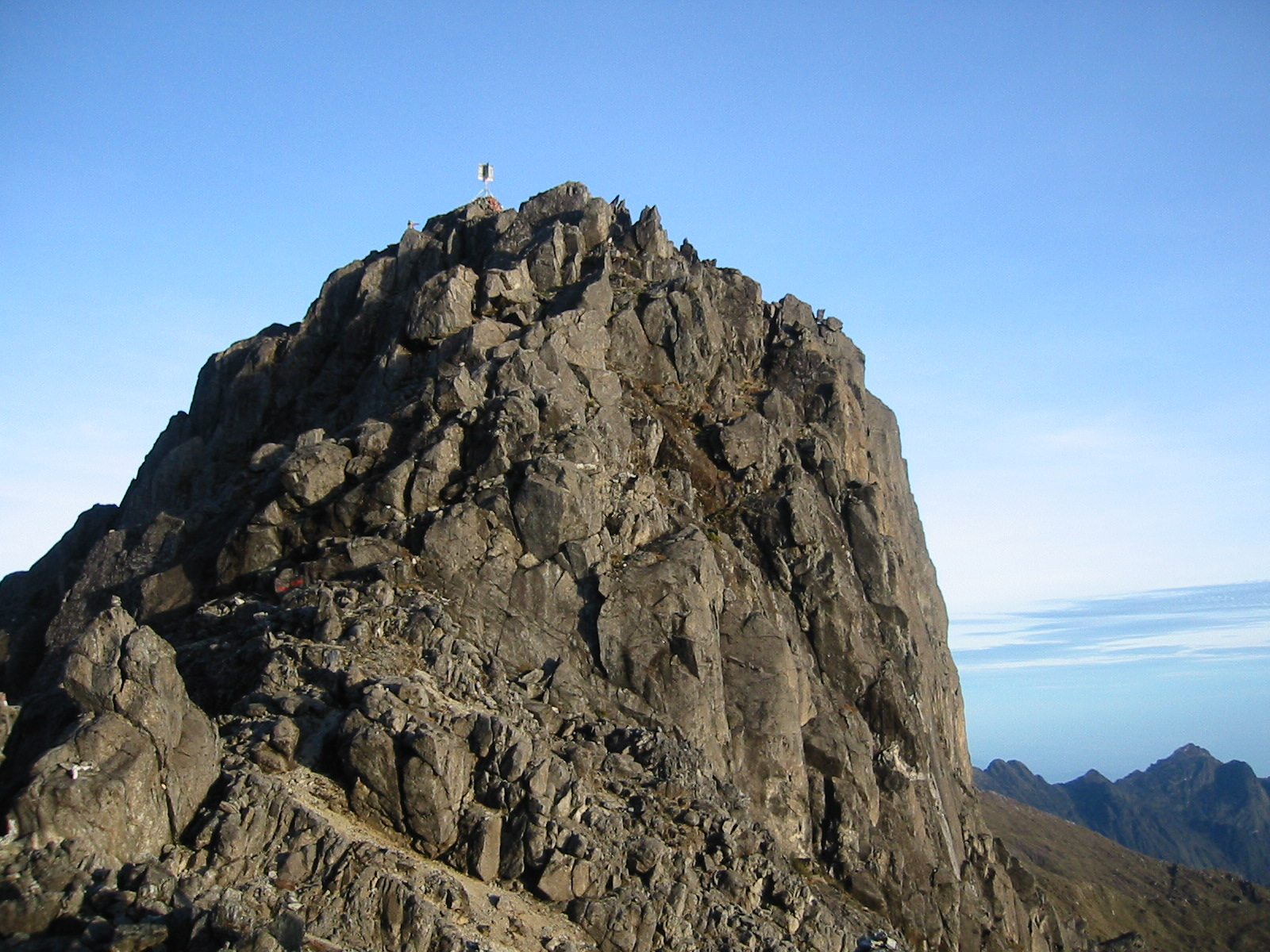
O Monte Wilhelm é o mais alto da cordilheira Bismarck

A cordilheira Bismarck é uma cordilheira nas terras altas do centro da Papua-Nova Guiné. O seu nome é uma homenagem ao chanceler alemão Otto von Bismarck.
O seu ponto mais alto é o Monte Wilhelm com 4509 m de altitude. O clima acima dos 3400 m é alpino, com tundra, apesar da latitude a que se encontra.

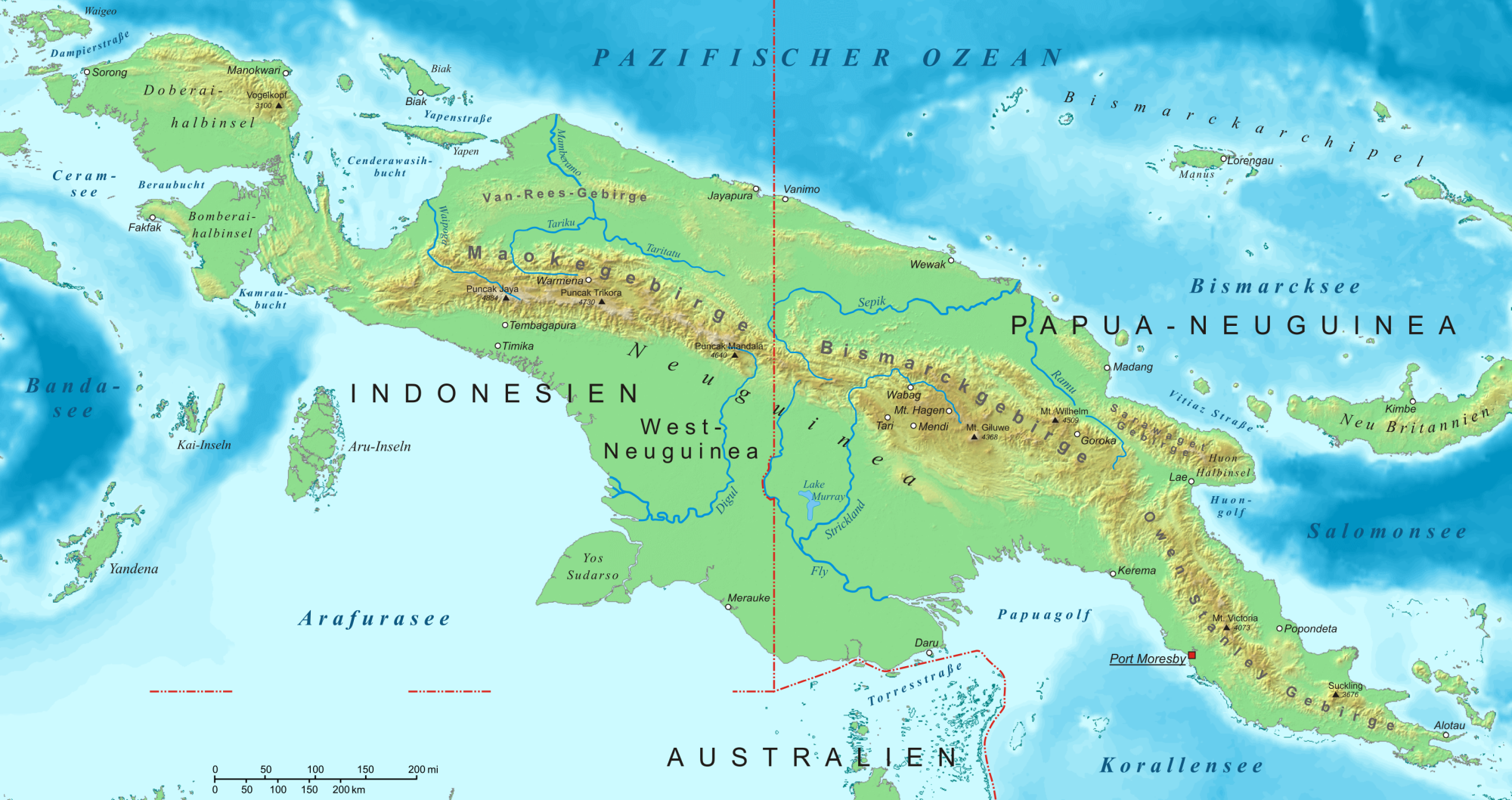
A cordilheira Bismarck no lado papuásio, a leste da fronteira com a Indonésia